# Parafia Matki Bożej Anielskiej w Rąbinie
Parafia pw. Matki Bożej Anielskiej w Rąbinie – rzymskokatolicka parafia należąca do dekanatu Połczyn-Zdrój, diecezji koszalińsko-kołobrzeskiej, metropolii szczecińsko-kamieńskiej. Została utworzona w 1951 roku. Siedziba parafii mieści się pod numerem 87.

## Miejsca święte

### Kościół parafialny
- Kościół pw. Matki Bożej Anielskiej w Rąbinie
- Kościół parafialny został zbudowany w 1928, poświęcony 1954.

### Kościoły filialne i kaplice
- Kościół pw. Podwyższenia Krzyża Świętego w Białej Górze
- Kościół pw. Niepokalanego Poczęcia Najświętszej Maryi Panny w Głodzinie
- Punkt odprawiania Mszy św. w Gąskowie